# Callipia hamaria
Callipia hamaria là một loài bướm đêm trong họ Geometridae.